# Bissert
Bissert je občina v departmaju Bas-Rhin francoske regije Alzacija.
Leta 2009 je v občini živelo 143 oseb oz. 42 oseb/km².